# Copiapoa echinoides
Copiapoa echinoides ist eine Pflanzenart aus der Gattung Copiapoa in der Familie der Kakteengewächse (Cactaceae). Das Artepitheton echinoides leitet sich von den griechischen Worten echinos für ‚Igel‘ sowie -oides für ‚ähnlich‘ ab und verweist die dornige Wuchsform der Art.

## Beschreibung
Copiapoa echinoides wächst einzeln oder dichte Polster bildend. Die grünen Triebe sind festfleischig und kugelig geformt. Ihr Scheitel ist etwas abgeflacht und wollig. Sie messen 7 bis 18 Zentimeter im Durchmesser. Die 11 bis 18 Rippen sind gestutzt. Die Areolen sind gelblich, im Alter vergrauend. Die Dornen sind kastanienbraun bis schwarz gefärbt. Sie sind gerade bis wenig aufwärts gebogen. Es sind bis zu drei Mitteldornen von 1 bis 3 Zentimeter Länge und sechs bis zehn Randdornen vorhanden.
Die hellgelben Blüten sind duftend. Sie werden 3,5 bis 4 Zentimeter lang. Die runden Früchte sind bräunlich bis rot und haben wenig Schuppen.

## Verbreitung, Systematik und Gefährdung
Copiapoa echinoides ist in Chile in der Región de Atacama bei Totoral verbreitet.
Die Erstbeschreibung erfolgte 1845 als Echinocactus echinoides durch Joseph zu Salm-Reifferscheidt-Dyck. Nathaniel Lord Britton und Joseph Nelson Rose stellten die Art 1922 zu der von ihnen aufgestellten Gattung Copiapoa.
In der Roten Liste gefährdeter Arten der IUCN wird die Art als „Near Threatened (NT)“, d. h. als gering gefährdet geführt.

## Nachweise